# Mână

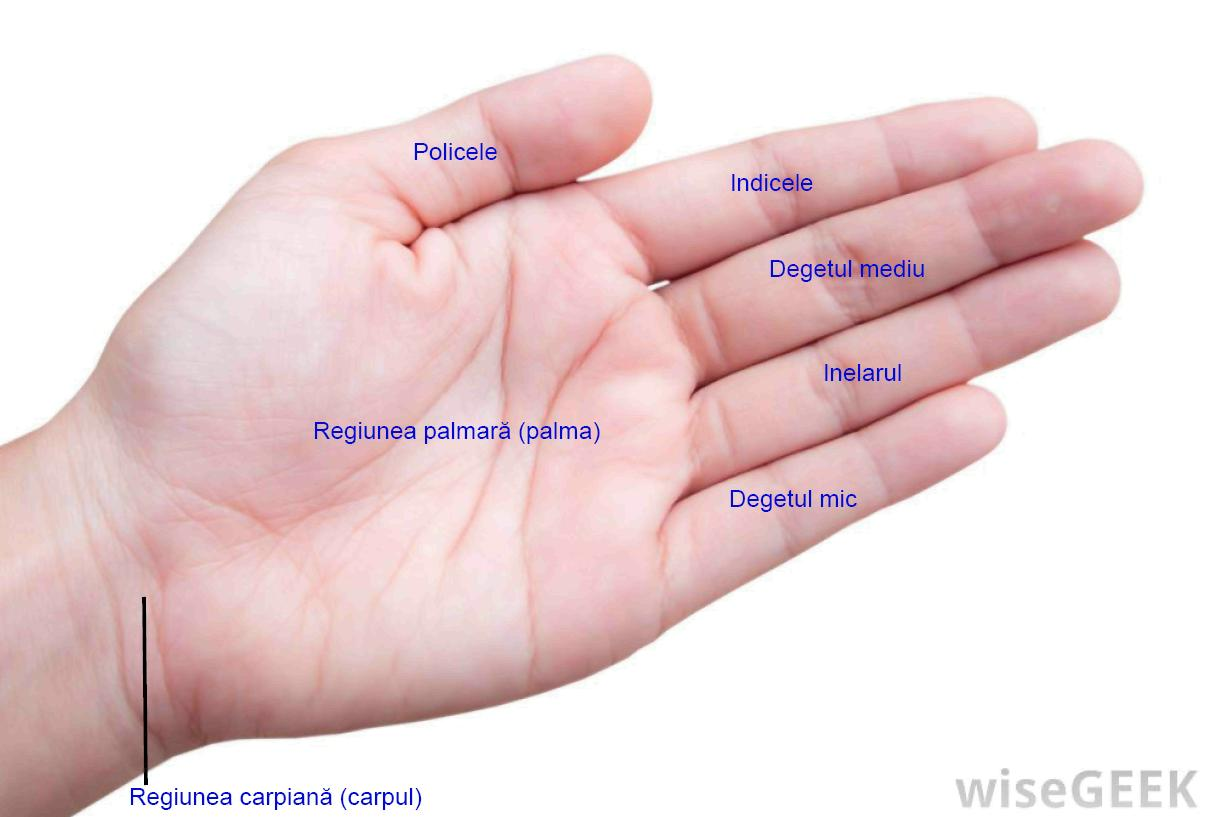
Carpul, regiunea palmară şi degetele mâinii

Mâinile (med./lat.: manus, pl. manūs) sunt cele două extremități prehensile și prevăzute cu degete ale membrelor superioare umane (și ale celorlalte primate). Fiecare deget posedă o unghie, formată din cheratină. Mâna este principalul organ al manipulării. Vârful degetelor este una dintre zonele cu cele mai multe terminații nervoase din organism și este principala sursă de informație tactilă din mediul extern. Ca și în cazul celorlalte organe perechi (picioare, urechi, ochi etc...), fiecare mână este controlată de emisfera creierului opusă părții corpului în care se află. Întotdeauna între mâini va exista o dominantă care este însărcinată cu scrisul, cu alte treburi care necesită precizie și migăleală. A fi dreptaci sau stângaci este o trăsătură personală.
Mâinile omului au început să se dezvolte acum cca 380 milioane de ani din înotătoarele unui strămoș al actualului pește dipnoi.

## Anatomia mâinii

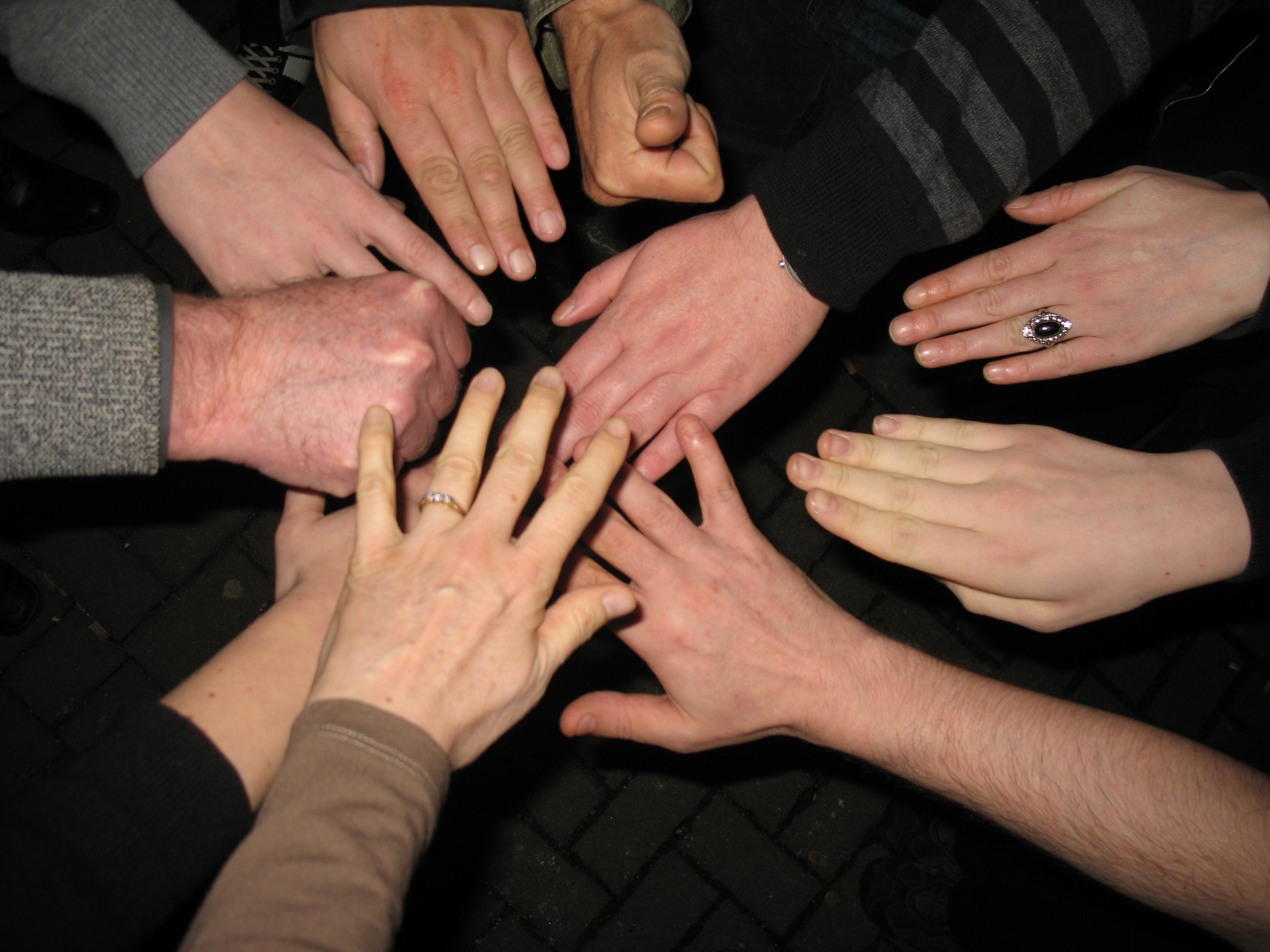
Mâini

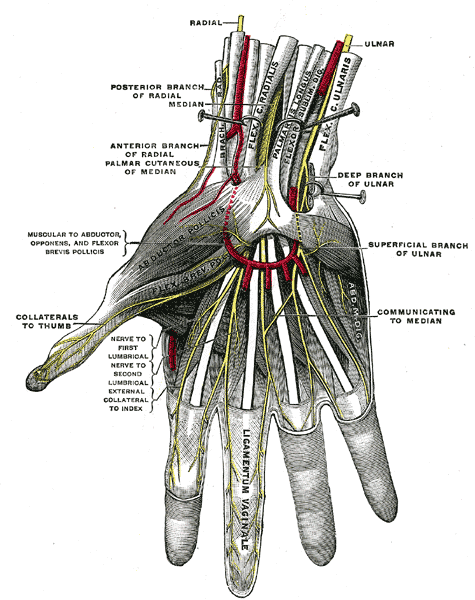
Anatomia mâinii

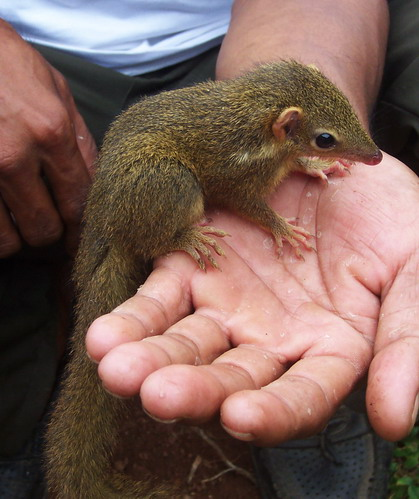
Tupaia javanica, Homo sapiens

Mâna omenească este formata din palmă cu oasele carpiene ,metacarpiene si falange și este legată de antebraț prin încheietura mâinii (cu oasele carpiene). În afară de acestea mâna este compusă dintr-o bogată rețea de mușchi și ligamente care îi permit o atât de mare flexibilitate și precizie.

## Degete
- degetul mare (police) este situat pe partea externă a mâinii paralel cu brațul. Degetul mare se poate roti la 90º pe plan perpendicular cu palma față de celelalte doar 45º. Datorită poziție sale degetul mare ne ajută să apucăm obiecte și să le susținem. Este mișcat de 9 mușchi.[2];
- arătătorul (index);
- degetul mijlociu (medius);
- inelarul;
- degetul mic (auricular)

## Oasele mâinii
Mâna umană este formată din 27 oase: 8 oase carpiene, 5 metacarpiene și 14 falange (două la degetul mare și câte trei - proximală, medială și distalală - la celelalte degete).

## Atribuțiile mâinilor
Principala atribuție a mâinii este cea de a apuca și de a susține obiectele, din aceasta derivând alte roluri datorită gamei mari de mișcări și a înaltei precizii de care este capabilă mâna. De asemenea are un foarte important rol tactil.
- mâinile sunt uneltele primordiale care ne ajută să ne hrănim și să bem apă.
- ne ajută să comunicăm prin gesturi, să salutăm
- mâna se poate folosi ca instrument de măsură
- datorită ridicatei sensibilități tactile ne ajută să putem citi în braille sau să aflăm forma unor obiecte în întuneric
- mâna ne ajută să alinăm durerea sau să efectuăm tratamente prin masaj
- prin mâini împărtășim afecțiune

### Obiceiul strânsului mâinii
Romanii purtau o togă largă, cu falduri, între care se putea ascunde cu ușurință un pumnal. Când doi romani se întâlneau, întindeau mâinile încă de la distanță spre a dovedi că nu au pumnale în mână. Apoi iși strângeau mâinile.

## Malformații
Unele persoane se pot naște cu un număr anormal de mâini, un caz mediatizat fiind „fetița Lakshmi”, născută în India în 2009 cu 4 mâini și 4 picioare. Pot aparea de altfel si anomalii la nivelul degetelor , cum ar fii sindactilia si polidactilia .